# Первомайски район
Первомайски район (на руски: Первомайский район) се намира в северозападната част на Крим. Административен център е гр. Первомайское.
Ива площ 1474 км² и население 40 367 души (2001).

### Етнически състав
(2001)
- 37,9% – украинци
- 35,1% – руснаци
- 21,5% – кримски татари
- 1,7% – беларуси
- 0,3% – поляци
- 0,3% – молдовци